# 河合甚左衛門
河合 甚左衛門（かわい じんざえもん、天正11年（1583年） - 寛永11年11月7日（1634年12月26日））は、安土桃山時代から江戸時代初期にかけての武士、剣客。

## 生涯
大和郡山藩剣術指南役を務める。摂津尼崎藩槍術指南役・桜井半兵衛とは親戚にあたり、岡山藩士・河合又五郎は甥にあたる。
又五郎は岡山藩主・池田忠雄の小姓の渡辺源太夫を斬り捨て、江戸へ逃亡し旗本・阿久和安藤家に保護されていたが、江戸幕府により江戸を追放された。その後、再び又五郎は江戸へと向かうこととなり、桜井半兵衛とともに道中の護衛についた。ところが寛永11年（1634年）11月7日、伊賀上野鍵屋の辻において、仇討ちのため源太夫の兄・渡辺数馬とともに待ち構えていた荒木又右衛門に討たれた（鍵屋の辻の決闘）。この戦いにおいて、甚左衛門は馬上にて切りつけられて死亡したといわれる。